# The Serpent Is Rising
The Serpent Is Rising, later omgedoopt tot Serpent, is het derde studioalbum van Styx uit Chicago. Het album is opgenomen in de Paragon Recording Studios  en St. James’ Cathedral (orgel) aldaar. Zowel publiek als de band zelf vond dit hun slechtste album, de verkopen vielen enorm tegen, ze worden geschat op rond de 100.000 exemplaren (gegevens 2007). Hoogste positie in de Billboard Album Top 200 was 192. DeYoung vond het zelfs een van de slechtste albums ooit gemaakt. Onduidelijk is of hij dat beweerde in zijn Styxtijd of toen hij in onmin lag met de groep of dat zijn bijdragen toen niet zo op prijs werden gesteld (slechts 3 tracks van zijn hand). Opnieuw bewerkte de band een stukje klassieke muziek voor hun album, het Hallelujah Chorus uit deel twee van de Messiah van Georg Friedrich Händel.

## Musici
- John Curulewski – gitaar, zang, Moog synthesizer
- Dennis DeYoung – toetsinstrument en waaronder hammondorgel, piano, Moog synthesizer, mellotron en pijporgel, zang
- Chuck Panozzo – basgitaar, zang
- John Panozzo – slagwerk, percussie, zang
- James Young - gitaar, zang

## Muziek
| Nr. | Titel                                              | Duur |
| --- | -------------------------------------------------- | ---- |
| 1.  | Witch wolf (Young, Ray Brandle)                    | 3:55 |
| 2.  | The grove of eglantine (DeYoung)                   | 4:50 |
| 3.  | Young man (Young, Richard Young)                   | 4:44 |
| 4.  | As bad as this (Curulewski)                        | 6:04 |
| 5.  | Winner take all (DeYoung, Charles Lofrano)         | 2:52 |
| 6.  | 22 years (Curulewski)                              | 3:26 |
| 7.  | Jonas Psalter (DeYoung)                            | 4:37 |
| 8.  | The serpent is rising (Curulewski, Lofrano)        | 4:46 |
| 9.  | Krakatoa (Curulewski, Paul Beaver, Bernard Krause) | 1:31 |
| 10. | Hallelujah Chorus (Händel)                         | 1:26 |

As bad as this bevat een “hidden track” in Plexiglas toilet van 2:22.
Charles Lofrano (1949-2010) was zwager van Dennis DeYoung en pleitbezorger van Vietnamveteranen. Ray Brandle werd gezien als een getalenteerd tekstschrijver, maar bleek het uiteindelijk niet ver te brengen. Zijn naam dook nog wel op bij Paradise Theater bij de song Half-Penny, Two Penny, maar dat lied stamt uit de tijd van voor dat Styx (zoals we dat in 1973 kenden) bestond (1971). Paul Beaver en Bernie Krause maakten twee experimentele albums In a wild sanctuary en Gandharva (Beaver & Krause) voordat ieder zijn weg ging. Het slot van Krakatoa werd later door George Lucas gebruikt voor zijn THX Sound System.